# Mother!
Pour les articles homonymes, voir Mother.
Pour plus de détails, voir Fiche technique et Distribution.
Mother! ou Mère ! au Québec (stylisé en mother!) est un film d'horreur psychologique américain écrit et réalisé par Darren Aronofsky, sorti en 2017.
Le film suit une jeune femme (Jennifer Lawrence) et son mari (Javier Bardem) qui mènent une vie paisible dans une maison campagnarde et retirée. Leur existence est bouleversée par l'arrivée chez eux d'un mystérieux couple (Ed Harris et Michelle Pfeiffer).
Il est présenté en sélection officielle à la Mostra de Venise 2017. Le film est sorti le 15 septembre 2017 aux États-Unis.

## Synopsis
Dans une maison en flammes, une femme brûle. Un homme, Lui, dépose délicatement un diamant sur un support dans sa chambre. La maison calcinée retrouve son état normal, se réparant toute seule. Une femme, Mère, apparaît et se réveille dans son lit et appelle son mari, Lui, en l'appelant « bébé ». Ils vivent seuls dans leur demeure isolée. Lui est un poète en manque d'inspiration, et son comportement troublant perturbe son épouse ainsi que la tranquillité qu'elle a su imposer chez eux. Elle est prise souvent de vertiges l'obligeant à prendre des médicaments pour calmer ses crises. Elle ressent également un phénomène étrange, un cœur qui bat à l'intérieur des murs de sa maison.
Un soir, alors qu'ils vivent tranquillement leur vie de couple, un homme frappe à la porte. Le mari lui propose de passer la nuit chez eux sans demander l'avis de sa femme, qui est étonnée de la gentillesse de son époux envers un inconnu. L'homme, fumeur, est gravement malade, sur le point de mourir, et se révèle être un admirateur de l’œuvre du poète. Alors qu'elle dort, Mère est réveillée par la quinte de toux de l'inconnu. Elle le découvre en train de vomir dans ses toilettes, soutenu par Lui, et aperçoit une entaille sur le bas de son dos avant que son mari ne la cache. 
Le lendemain, alors que l'homme habite chez eux, sa femme sonne à leur porte. Lui propose à cette femme de rester également. Mère est de plus en plus perturbée par ces personnages inconnus qui s'incrustent chez eux. Son mari lui demande de les accepter, en expliquant que leur maison est plus vivante en leur compagnie. Après avoir découvert une photo de son époux dans le sac de l'homme, elle lui fait part de son inquiétude. Lui tente de la rassurer en lui apprenant que l'inconnu voulait le rencontrer avant sa mort prochaine. Alors que Lui et l'homme partent faire une randonnée, la femme de l'homme s'immisce dans la vie privée de Mère en la questionnant sur sa vie sexuelle et sur son désir d'avoir des enfants. Comme son mari, l'inconnue est fascinée par le diamant du poète, mis en valeur sur son support. Malgré l'avertissement de Mère de ne pas entrer dans son bureau et toucher au diamant, ils le font tomber au sol et le joyau se brise. Ceci provoque la fureur de Lui, qui chasse le couple d'invités de la pièce, arrache la poignée de la porte de son bureau et le barricade en y clouant des planches ; Mère décide de renvoyer l'homme et sa femme. 
Alors que ceux-ci s'apprêtent à partir, leurs deux fils arrivent soudainement dans la maison à la recherche de leurs parents. Ils se disputent violemment pour savoir qui est sur le testament de leur père. Face à sa femme déboussolée, Lui protège les deux inconnus de leurs enfants furieux. Brusquement, alors que la querelle s'envenime, le fils aîné frappe mortellement son frère avec la poignée arrachée, auparavant posée sur un meuble par Mère, puis s'enfuit. Lui, l'homme et la femme emmènent le fils mourant à l'extérieur pour l'emmener à l'hôpital. Abasourdie et choquée, Mère se retrouve seule chez elle. Alors qu'elle essaye de faire disparaître les traces de sang sur le parquet, elle voit que le sang fond le sol et la guide vers le sous-sol, où elle découvre une mystérieuse pièce cachée derrière un mur. 
Plus tard elle voit près de la porte d'entrée de la maison la photo de son mari coupée en quatre, et est surprise par le fils aîné qui prend aussitôt la fuite. Revenu à la maison, Lui informe Mère que le cadet a succombé à ses blessures et qu'il a déjà été enterré. Le couple s'endort. Mais Mère est réveillée par le retour des deux inconnus, ainsi qu'une douzaine de membres de leur famille, invités par Lui et venus organiser une veillée funèbre. La situation devient incontrôlable quand des inconnus arrivent chez elle, toujours plus nombreux et prenant leurs aises dans chaque pièce de la demeure. De plus en plus énervée, mais également furieuse du comportement de son mari qui se montre protecteur envers ces inconnus et le couple en deuil, elle hurle et leur ordonne à tous de sortir de chez elle. En colère contre Lui pour avoir invité ces gens sans son accord et pour l'avoir ignorée, elle lui reproche son manque de désir pour elle ; il se jette violemment sur elle et ils font l'amour.
Le lendemain, Mère découvre qu'elle est enceinte. Apprenant la nouvelle, Lui a retrouvé l'inspiration et se remet à écrire. Peu de temps après, il a terminé son œuvre et la soumet à Mère qui la trouve parfaite. Quelques secondes plus tard, son éditrice téléphone, et Lui révèle que son manuscrit est publié. Le couple a retrouvé le bonheur. La tache de sang a également disparu. Heureuse, elle lui prépare un dîner pour fêter l'heureux événement. Brusquement, des fans de son mari envahissent la maison pour rencontrer le poète. Mère est incapable de gérer la situation. Des inconnus pénètrent chez elle pour utiliser ses toilettes, prennent des photos de l'intérieur de la maison et de la tache de sang qui est réapparue, volent des objets de Lui pour avoir un souvenir de leur idole. Perdue et effrayée, elle remarque que son époux se réjouit de la situation et de l'amour de ses fans qui s'emparent littéralement de la maison, qu'ils pillent et saccagent. Assistant à la destruction de son bonheur, Mère décide de quitter les lieux. Elle remarque que son paradis est ravagé par les maux humains, qui contaminent chaque pièce de sa résidence : guerre, fanatisme, misère. Même l'éditrice de son mari abat des otages cagoulés et demande l’exécution de Mère. Sur le point d'être tuée, elle est sauvée par une explosion qui détruit une partie de la maison. Des militaires protègent Mère alors que Lui est entouré par ses fans dévoués qui s'engagent dans des rituels religieux.
Alors que la situation devient de plus en plus incontrôlable, Mère s'apprête à accoucher. Lui s'intéresse brusquement à elle et l'emmène dans sa chambre privée où elle donne naissance à un garçon. À l'extérieur, le chaos s'apaise. Mère demande à son mari d'expulser la masse de visiteurs fanatiques de chez eux, ce qu'il refuse en prétextant qu'ils sont là pour voir leur bébé. Mère refuse et déclare qu'elle ne leur montrera jamais son enfant. Seul avec sa femme qui tient dans ses bras leur bébé, Lui attend qu'elle s'endorme pour le prendre. Il le présente alors à la foule qui, sous les yeux de Mère, l’agrippe, lui brise la nuque, et dévore la chair de l'enfant mort. Seule contre tous, y compris son mari insensible au meurtre de son fils, elle traite les fanatiques de meurtriers et en poignarde quelques-uns avec un morceau de verre. La foule commence à la lyncher, avant qu'elle ne soit secourue par Lui, qui demande à son épouse de trouver un moyen de leur pardonner. Elle refuse, et épuisée et poursuivie par son mari et la foule, Mère emporte avec elle le briquet de l'homme et court vers le sous-sol et la citerne de mazout dans la pièce cachée derrière le mur qu'elle a découverte auparavant. Malgré les supplications de son mari, elle lui reproche son désir absolu d'être aimé quelles qu'en soient les conséquences, perce le réservoir, met le feu à la maison, et extermine ainsi la foule des fanatiques.
Indemne, Lui prend dans ses bras Mère grièvement brûlée. Elle lui déclare qu'elle l'a toujours aimé et lui reproche son égoïsme. Il lui demande si son amour est toujours là et elle acquiesce. Il lui arrache le cœur, et Mère meurt. Lui ouvre le cœur et y trouve un nouveau diamant, qu'il place sur son support. La maison se répare toute seule au milieu d'une nature qui a retrouvé sa splendeur. Dans le lit conjugal, une nouvelle Mère apparaît et demande où est son mari en l'appelant « bébé ».

## Fiche technique
- Titre original : mother!
- Titre français: Mother!
- Titre québécois: Mère !
- Réalisation : Darren Aronofsky
- Scénario : Darren Aronofsky
- Photographie : Matthew Libatique
- Montage : Andrew Weisblum
- Direction artistique :
- Décors : Larry Dias
- Costumes : Danny Glicker
- Musique : Jóhann Jóhannsson
- Producteurs : Darren Aronofsky, Scott Franklin et Ari Handel
- Sociétés de production : Protozoa Pictures
- Société de distribution : Paramount Pictures
- Budget : 30 millions de $
- Pays : États-Unis
- Langue : anglais
- Formats : couleur — 16mm — 2.35:1
- Genre : horreur psychologique
- Durée : 121 minutes
- Dates de sortie :
  -  Italie : 5 septembre 2017 (Mostra de Venise 2017)
  -  France,  Suisse : 13 septembre 2017
  -  États-Unis : 15 septembre 2017
- Classification :
  -  France : Interdit aux moins de 12 ans lors de sa sortie en salles. Interdit aux moins de 16 ans à la télévision.
  -  États-Unis : Restricted - R (interdit aux moins de 17 ans)
  -  Suisse : Interdit aux moins de 16 ans lors de sa sortie en salles et à la télévision

## Distribution
- Jennifer Lawrence (VF : Kelly Marot) : Mère
- Javier Bardem (VF : Jérémie Covillault) : Lui
- Ed Harris (VF : Georges Claisse) : L’homme
- Michelle Pfeiffer (VF : Emmanuelle Bondeville) : La femme
- Domhnall Gleeson (VF : Bertrand Suàrez-Pazos) : Le fils aîné
- Brian Gleeson (VF : Jean Rieffel) : Le fils cadet
- Stephen McHattie (VF : Emmanuel Karsen) : Le fanatique
- Kristen Wiig (VF : Marie Giraudon) : Le héraut
- Jovan Adepo (VF : Geoffrey Loval) : L’échanson
- Emily Hampshire (VF : Pauline Moulène) : l’idiote

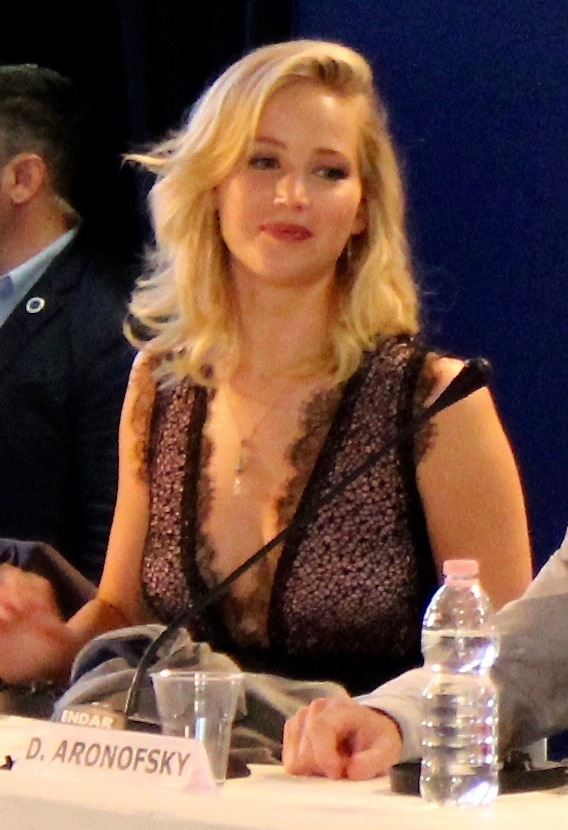
L'actrice principale Jennifer Lawrence pour la présentation du film au Mostra de Venise 2017.

- Laurence Leboeuf : une jeune fille
- Marcia Jean Kurtz : une voleuse

## Thèmes
Dans une interview, Jennifer Lawrence affirme que le film est une allégorie ; elle dit que le film « montre le viol et le tourment de Mère Nature... Je représente Mère Nature ; Javier Bardem, dont le personnage est poète, représente Dieu, un créateur ; Michelle Pfeiffer est Ève où Ed Harris est Adam, il y a Caïn et Abel, tout ça dans un décor qui peut rappeler le jardin d'Éden ».
Darren Aronofsky a annoncé que le point d'exclamation dans le titre « reflète l'esprit du film » et correspond à la fin du film qui est pour lui un véritable point d'exclamation. Il explique également dans une interview Reddit son choix de ne pas mettre le M de mother! en majuscule : « Pour savoir pourquoi le M est en minuscule, regardez le générique de fin et cherchez la seule lettre qui est en majuscule. Puis demandez-vous quel pourrait être l'autre nom de ce personnage ? » En effet, les noms de tous les personnages sont en minuscules, sauf Lui.
Le briquet qui apparaît tout au long du film porte le Wendehorn, un symbole runique représentant la déesse nordique Freyja, déesse de l'amour, de la féminité et de la fécondité. L'un des éléments restant sans réponse dans le film est la poudre jaune que prend le personnage de Jennifer Lawrence pour calmer ses hallucinations. Le Daily Beast suggère cependant qu'il s'agit d'une référence à la nouvelle de Charlotte Perkins Gilman La Séquestrée (The Yellow Wallpaper).

## Influences
La presse cite les films Rosemary's Baby et Repulsion, tous deux de Roman Polanski, comme sources d'inspiration majeures du film, même si Aronofsky s'en défend et préfère plutôt citer L'Ange exterminateur.

## Accueil

### Critique
Le film est accueilli froidement par les festivaliers de la Mostra de Venise 2017,.
En France, l'accueil critique est mitigé : le site Allociné recense une moyenne des critiques presse de 2,8/5. 
Aux États-Unis, l'accueil du film est un peu plus élogieux, avec une moyenne de 6,6 / 10 sur IMDB. Or, le public réagit globalement négativement, selon CinemaScore. Néanmoins, Aronofsky s'attendait à ce déficit de popularité.

### Box-office
| Pays       | Box-office         | Date d’arrêt du box-office | Nombre de semaines |
| ---------- | ------------------ | -------------------------- | ------------------ |
| États-Unis | 16 310 224 entrées | 26.10.2017                 | 15                 |
| France     | 349 555 entrées    | 08.11.2017                 | 8                  |
| Monde      | 44 516 999 $       |                            | non pertinent      |